# Liste der Bodendenkmäler in Binswangen
Auf dieser Seite sind die Bodendenkmäler in der schwäbischen Gemeinde Binswangen zusammengestellt. Diese Tabelle ist eine Teilliste der Liste der Bodendenkmäler in Bayern. Grundlage ist die Bayerische Denkmalliste, die auf Basis des Bayerischen Denkmalschutzgesetzes vom 1. Oktober 1973 erstmals erstellt wurde und seither durch das Bayerische Landesamt für Denkmalpflege geführt wird. Die folgenden Angaben ersetzen nicht die rechtsverbindliche Auskunft der Denkmalschutzbehörde.

## Bodendenkmäler der Gemeinde Binswangen

### Bodendenkmäler im Ortsteil Binswangen
| Lage                  | Objekt | Akten-Nr.     | Bild                       |
| --------------------- | --- | ------------- | -------------------------- |
| Binswangen (Standort) | Straße der römischen Kaiserzeit.                                                                                         | D-7-7429-0056 |                            |
| Binswangen (Standort) | Straßentrasse vor- und frühgeschichtlicher Zeitstellung.                                                                 | D-7-7429-0070 |                            |
| Binswangen (Standort) | Straßentrasse vor- und frühgeschichtlicher Zeitstellung.                                                                 | D-7-7429-0075 |                            |
| Binswangen (Standort) | Siedlung vorgeschichtlicher Zeitstellung.                                                                                | D-7-7429-0118 |                            |
| Binswangen (Standort) | Burgstall des Mittelalters und abgebrochenes Schloss der frühen Neuzeit.                                                 | D-7-7429-0156 |                            |
| Binswangen (Standort) | Mittelalterliche und frühneuzeitliche Befunde im Bereich der Katholischen Pfarrkirche St. Nikolaus in Binswangen.        | D-7-7429-0240 | Bodendenkmal D-7-7429-0240 |
| Binswangen (Standort) | Frühneuzeitliche Befunde im Bereich der Katholischen Bruderschaftskapelle St. Maria vom Skapulier des 17. Jh.            | D-7-7429-0241 | Bodendenkmal D-7-7429-0241 |
| Binswangen (Standort) | Synagoge Binswangen Frühneuzeitliche Befunde im Bereich der ehemalige Synagoge von Binswangen und ihrer Vorgängerbauten. | D-7-7429-0242 | Bodendenkmal D-7-7429-0242 |
| Binswangen (Standort) | Brandgräber der römischen Kaiserzeit.                                                                                    | D-7-7429-0247 |                            |
| Binswangen (Standort) | Siedlung vorgeschichtlicher Zeitstellung.                                                                                | D-7-7429-0248 |                            |
| Binswangen (Standort) | Brandgräber der römischen Kaiserzeit.                                                                                    | D-7-7429-0295 |                            |
| Binswangen (Standort) | Brandgräber der römischen Kaiserzeit.                                                                                    | D-7-7429-0296 |                            |
| Binswangen (Standort) | Brandgräber der römischen Kaiserzeit.                                                                                    | D-7-7429-0297 |                            |

### Bodendenkmäler im Ortsteil Wertingen
| Lage                 | Objekt                           | Akten-Nr.     | Bild |
| -------------------- | -------------------------------- | ------------- | ---- |
| Wertingen (Standort) | Straße der römischen Kaiserzeit. | D-7-7429-0289 |      |

### Bodendenkmäler im Ortsteil Zusamaltheim
| Lage                    | Objekt                                                                       | Akten-Nr.     | Bild |
| ----------------------- | ---------------------------------------------------------------------------- | ------------- | ---- |
| Zusamaltheim (Standort) | Straße der römischen Kaiserzeit                                              | D-7-7429-0038 |      |
| Zusamaltheim (Standort) | Grabenwerk vor- und frühgeschichtlicher oder mittelalterlicher Zeitstellung. | D-7-7429-0117 |      |